# Suspensión mandibular

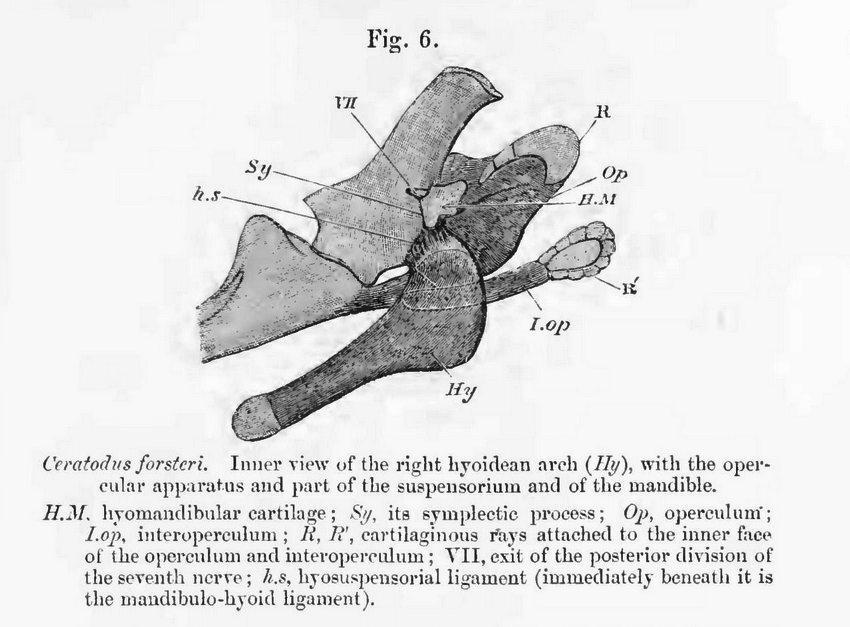
Thomas Henry Huxley, 1876

Relación entre el arco mandibular y el neurocráneo. Fue definida originalmente por Thomas Henry Huxley en 1876 para describir las distintas configuraciones de las mandíbulas de los peces. En este caso, el término "mandíbulas" se refiere a los huesos que sostienen la boca, tanto en la quijada inferior como superior. Desde entonces han sido utilizados en el estudio de la anatomía de vertebrados y principalmente de la Ictiología. Anteriormente a Huxley, Richard Owen hablaba de los procesos que suspendían el arco palato-maxilar. Se consideraba que el tipo de suspensión en peces está relacionado con la capacidad de apertura mecánica de la boca, sin embargo Wilga demostró que no hay relación y que la apertura estaría más relacionado con la presencia o longitud de los ligamentos del paladar.

## Tipos de suspensión
Generalmente se consideran tres tipos principales de acuerdo al grado de intervención del hueso hiomandibular del arco hiodeo en la suspensión. Gregory clasificó tipos secundarios dependiendo del estado del arco hioideo, con respecto a si el hiomandibular articula con el ceratohial o el arco hioideo se considera "roto", y presenta otros huesos entre ambos.

### Suspensión hiostílica
donde el arco mandibular se sostiene al cráneo principalmente a través del hiomandibular, en colaboración con el palatocuadrado. Es la suspensión más común entre los peces. 

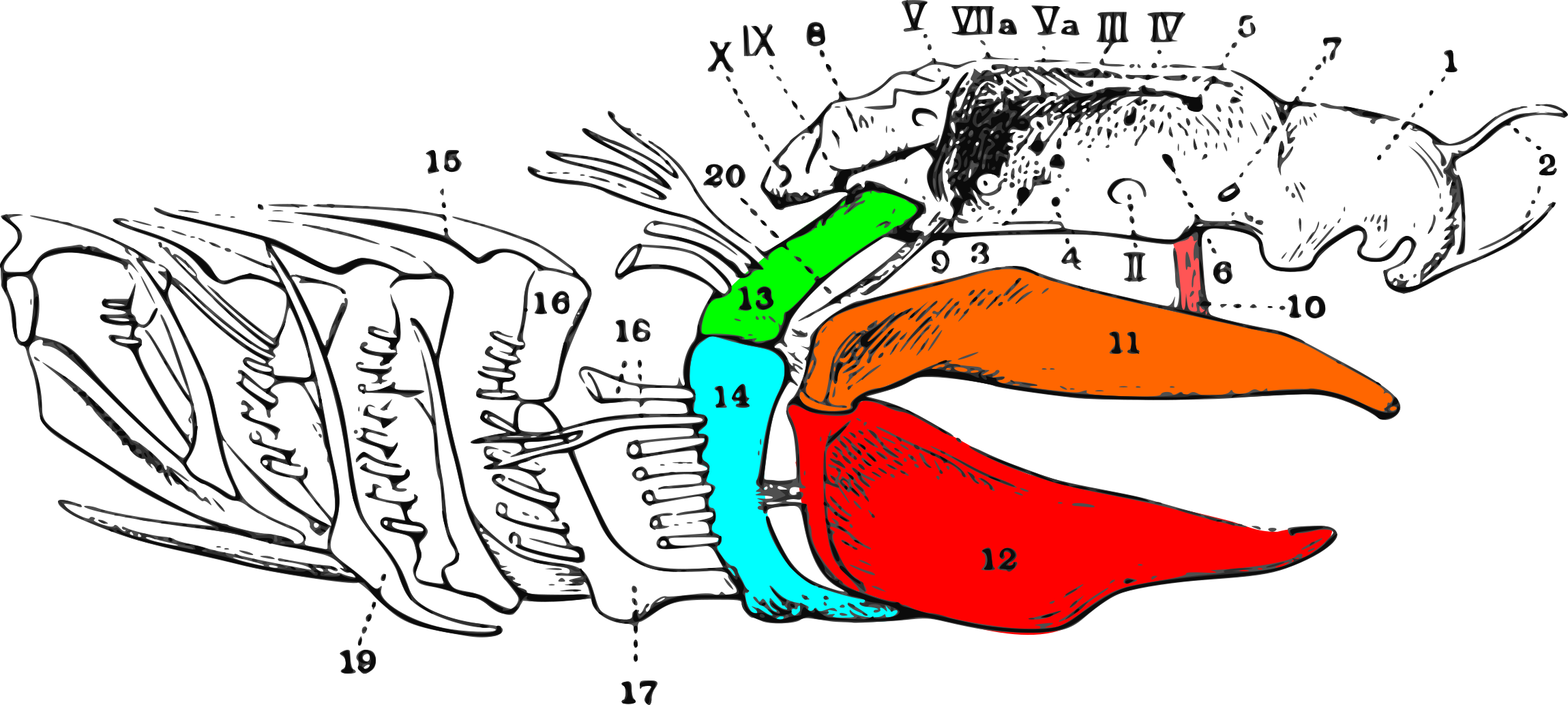
Cráneo de Scyliorhinus stellaris. Suspensión hiostílica. Arco mandibular: 11 (naranja) Palatocuadrado; 12 (rojo) cartílago de Meckel. Arco hioideo: 13 (verde) hiomandibular; 14 (celeste) ceratohial. En rosa el ligamento etnopalatino.

##### Suspensión hiostílica modificada o suspensión hiostílica variante methiostílica
En los teleósteos, donde se interponen otros huesos (particularmente el hueso interhial) entre el hueso cuadrado y el hiomandibular, y los huesos simpléctico, metapterigoideo, inter y preopercular asisten al hiomandibular en el soporte de las quijadas. Huxley puso este nombre en alusión tanto a la prominencia del hueso metapterigoideo y al estado "avanzado" de esta suspensión, típica de los peces actinopterigios más derivados.

Arcos mandibular e hioideo de Gadus morhua. Suspensión hiostílica variante methiostílica.

##### Suspensión euhiostílica o variante euhiostílica
Las rayas poseen una variante donde las mandíbulas articulan con segundo arco branquial sin articular con la caja craneana. El hueso ceratohial, en la base del arco hioideo, no participa de la suspensión.

Euhyostilia. En verde, el hiomandibular. En naranja, el palatocuadrado. En rojo, el cartílago de Meckel.

##### Orbitostilia
en tiburones cuando el palatocuadrado tiene un proceso postorbital bien desarrollado articulando con la pared de la órbita.

### Suspensión anfistílica

Suspensión anfistílica. Cráneo del tiburón Heptranchias. Cr: neurocráneo. Naranja: Palatocuadrado. Verde: Hiomandibula

donde el arco mandibular mantiene principalmente sus propias conexiones con el cráneo, principalmente a través de un proceso ótico en la parte etmoidal del cráneo y un proceso postorbital articulando con la pared de la órbita, y secundariamente se sostiene a través del hiomandibular. Aunque normalmente se considera una de las tres suspenciones principales, Huxley la consideró subordinada a la suspensión hiostíolica. El proceso postorbital está siempre presente aunque a veces es pequeño (no se considera orbitostilia). Este tipo de suspensión es típica de los tiburones Hexanchiformes.  

### Suspensión autostílica
donde el arco mandibular se relaciona con el cráneo sin intervención alguna del hiomandibular. Esta es la condición de todos los tetrápodos donde el hiomandibular pasa a formar uno de los huesecillos del oído, la columela auris o estribo. También se presenta en algunos peces como las quimeras. 
Según Goodrich, el cartílago palatocuadrado se conectaba al cráneo primitivamente por tres proyecciones del mismo cartílago, el proceso palatino anterior, el proceso basal y el proceso ótico. Estos procesos se modifican en la suspensión anfistílica.

##### Suspensión autostílica verdadera, primitiva o primaria, paleostilia
La austostilia primaria hipotética de los peces agnatos placodermos, donde el arco mandibular y el arco hioideo sostenían branquias.

##### Suspensión holostílica
En las quimeras la quijada superior se fusiona al cráneo. Algunos consideran que ésta sería la condición más primitiva, mientras algunos estudios muestran que la condición en los holocéfalos sería una condición derivada de suspensión hiostílica, y le dan el nombre de suspensión holostílica. La suspensión holostílica tiene como característica que el palatocuadrado se fusiona al cráneo y el arco hioideo, independiente, sostiene una braquia funcional.

##### Suspensión autostílica secundaria o metaustostilia.
Autostilia de los tetrápodos. Algunos autores consideran que el caso particular de los mamíferos, donde los derivados óseos del cartílago embrionario palatocuadrado se encuentran integrados funcionalmente integrados al neurocráneo y no participan de las quijadas, como una condición separada llamada suspensión craniostílica.
- variante monimostílica. donde el derivado óseo del palatocuadrado, el hueso cuadrado se articula con el cráneo de manera rígida, como sucede en tortugas y cocodrilos.
- variante estreptostílica. el hueso cuadrado se articula con el cráneo de manera móvil siendo parte del sistema de cinesis craneal. Lagartos, serpientes y aves.

## Distintas clasificaciones
| Definición de acuerdo a | Fecha de publicación | Definición | Tipos principales |
| ----------------------- | -------------------- | --- | --- |
| Huxley                  | 1876                 | La manera en el que el arco branquial mandibular se conecta con el neurocráneo | Suspensión autostílica Suspensión hiostílica - Suspensión anfistílica - Suspensión methiostílica |
| Romer                   | 1978                 | La manera en el que el arco branquial mandibular se conecta con el neurocráneo | Suspensión autostílica Suspensión hiostílica - Suspensión anfistílica - Suspensión methiostílica |
| Weichert                | 1966                 | La manera en el que el arco branquial mandibular se conecta con el neurocráneo | Suspensión autostílica Suspensión hiostílica - Suspensión anfistílica - Suspensión methiostílica |
| Sataloff y Sataloff     | 2014                 | La manera en el que el arco branquial mandibular se conecta con el neurocráneo | Suspensión autostílica Suspensión hiostílica - Suspensión anfistílica - Suspensión methiostílica |
| Kardong                 | 2007                 | La manera en el que el arco branquial mandibular se conecta con el neurocráneo | suspensión paleostílica suspensión euatostilíca suspensión anfistílica suspensión hiostílica suspensión hiostílica modificada suspensión metaustílica suspensión craniostílica                                   |
| Gavrilov                | 1958                 | La manera en el que el arco branquial mandibular se conecta con el neurocráneo | Tipo autostílico - autostílica primitiva o holostílica - autostilica secundaria - variante monimostílica - variante estreptostílica Tipo anfistílico Tipo hiostílico - variante methiostílica Tipo craniostílico |
| Goodrich                | 1930                 | La forma en la cual la región del palatocuadrado (ya sea como tal o sus derivados óseos) se articula con el cráneo. Goodrich hizo hincapié en el desarrollo embrionario de los procesos mediante el cual el palatocuadrado se articulaba al cráneo, particularmente en la suspensión autostílica. | Suspensión autostílica Suspensión anfistílica Suspensión hiostílica |
| Liem                    | 2016                 | unión del palatocuadrado al neurocráneo para poder actuar como fulcrum sobre el que se mueven las mandíbulas. | autostilica primitiva anfistilica hiostilica autostilica secundaria |
| Gregory                 | 1904                 | La relación del condrocráneo con los arcos mandibular e hioideo | - Paleostilia - Caenostilia - Holostilia - Austostilia - Hiostilia - Hiostilia propiamente dicha - Euhiostilia - Amfistilia - Methiostilia                                                                       |